# Mango (Italia)
Mango (Ël Mango in piemontese) è un comune italiano di 1 258 abitanti della provincia di Cuneo in Piemonte; è noto come uno dei maggiori luoghi di produzione di vino Moscato DOCG.

## Storia
Si ritiene che Mango esistesse già in epoca romana, con il nome di Mangiana Colonia, toponimo citato nella Tabula alimentaria di Traiano. Si trattava, in origine, di un insediamento militare che aveva la funzione di rifornire viveri alle truppe veterane imperiali. Proprio gli ex soldati, a quanto pare, fondando qui una colonia, diedero origine al primo nucleo del borgo, che fu stabilmente abitato nei secoli successivi.

A Mango passava una delle numerose "Vie del sale" che un tempo univano Liguria e Piemonte.

### Simboli
Il gonfalone è un drappo di rosso su cui è raffigurato lo stemma comunale che si presenta troncato: nel primo, d'argento, con le lettere M A N  e G O maiuscole di nero disposte su due righe; il secondo di cielo, a tre colli, fondati in punta, ognuno cimato da una torre, il tutto al naturale. Le tre torri ricordano le borgate di Frave, Vaglio e Vene, rase al suolo dagli Astigiani. Lo scudo è timbrato da corona di marchese poiché il paese fu infeudato del Marchesato di Busca.

## Monumenti e luoghi d'interesse

### Castello dei Marchesi di Busca
Possente costruzione barocca, dalle linee sobrie, domina l'antico borgo. Appartenne al ducato di Mantova fino al 1714, anno in cui passò sotto il dominio dei Savoia; ospita eventi artistico-culturali. È sede dell'Enoteca Regionale del Moscato, di un'osteria e di un ristorante.

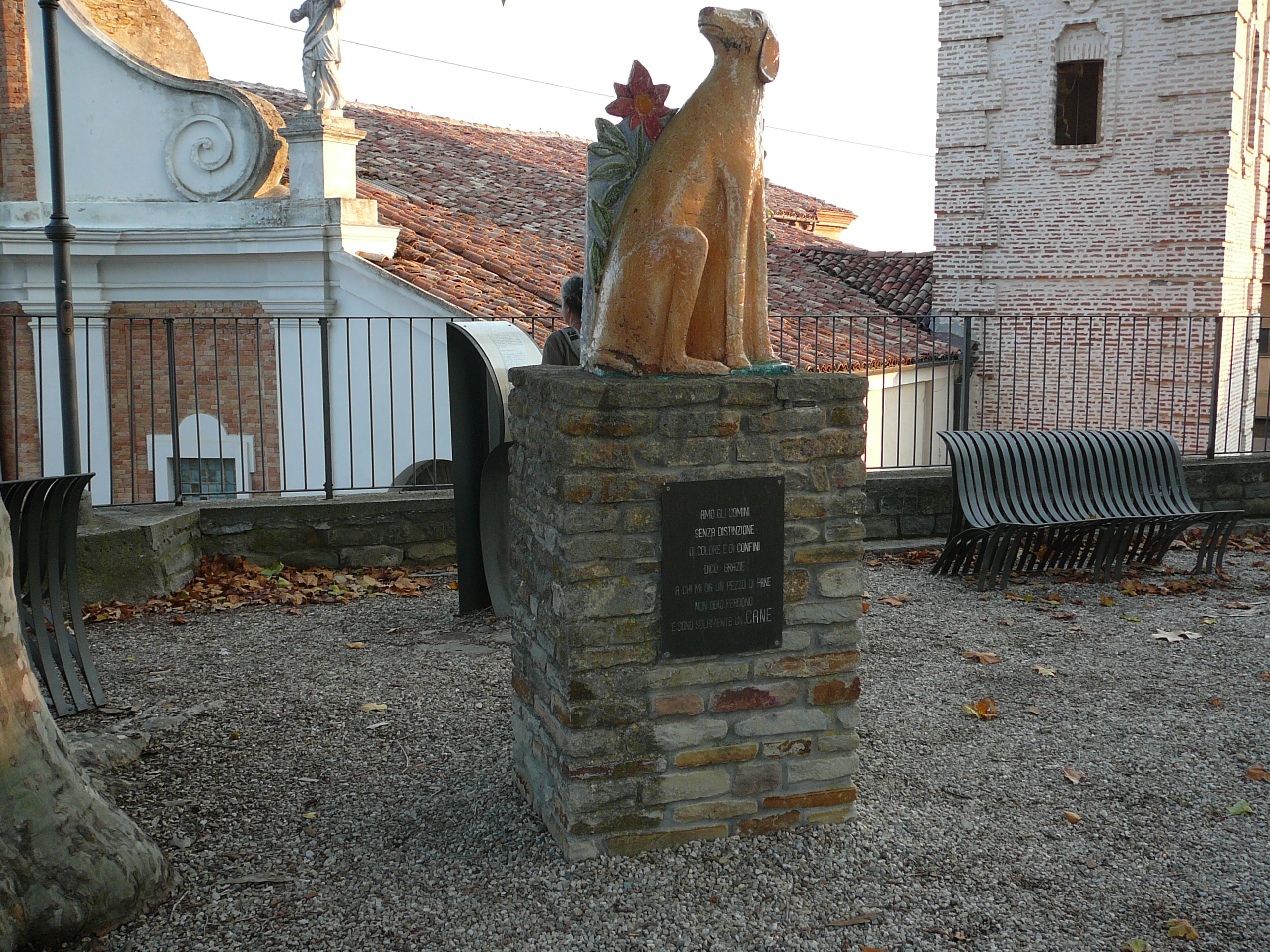
Monumento al cane

Si chiamavano Frave, Vene, Vaglio, i tre castelli che dopo la distruzione diedero origine al borgo di Mango. Era appena  trascorso l'anno Mille. Il nome di Frave compare in parecchi documenti medievali con la forma Fravega, Fauriis, Fabreis, Fabricas, Fraeis; era una località importante perché sotto le mura e le torri del maniero passava la via "Magistra Langarum", che da Alba, toccando Trezzo, Frave, Rocchetta Belbo, per Castino, Cortemilia, Scaletta e Cairo conduceva alla riviera. Un raccordo che ha lasciato traccia nella gastronomia locale : dai vigneti della Langa partivano uve e vini, dalla Riviera arrivavano il pesce, il sale e l'olio.
Il castello di Mango sorge dalle fondamenta di un fortilizio costruito con funzioni eminentemente difensive e strategiche verso il finire del secolo XIII, con tutte le connotazioni tipiche del periodo, camminamenti segreti e sotterranei che andavano a sbucare in aperta campagna, prigioni, luoghi di tortura. È stato per secoli la residenza estiva dei Marchesi di Busca. Sontuosamente arredato e con un giardino vario ed ampio, il castello ha condizionato lo svilupparsi di tutto il centro storico; ne è prova il settecentesco campanile della parrocchiale, che svetta in allineamento strutturale con il maniero di casa Busca.
Nelle ultime fasi della Seconda guerra mondiale il castello di Mango fu per qualche tempo un presidio partigiano. In memoria dei fatti che si svolsero in questo territorio, nel 2001, per iniziativa del giornalista Raoul Molinari e su progetto di Letizia Rivetti, è stato istituito a Mango il percorso letterario intitolato "Il paese del partigiano Johnny", basato sul romanzo Il partigiano Johnny di Beppe Fenoglio.
Dal 1985 il castello di Mango è sede dell'Enoteca Regionale Colline del Moscato, nata da un'idea dell'allora sindaco Annibale Depiero e del giornalista Raoul Molinari, che fu presidente dell'Enoteca stessa per 15 anni.
Dal 2007 fa parte del circuito degli 8 castelli Castelli Doc. La rete dei castelli include anche i manieri di Grinzane Cavour, Barolo, Serralunga d'Alba, Govone, Magliano Alfieri, Roddi e Benevello.
È inoltre inserito nel circuito dei "Castelli Aperti" del Basso Piemonte.

## Società

### Evoluzione demografica
Abitanti censiti

### Etnie e minoranze straniere
Secondo i dati Istat al 31 dicembre 2017, i cittadini stranieri residenti a Mango sono 432, così suddivisi per nazionalità, elencando per le presenze più significative:
1. Repubblica di Macedonia, 86
2. Albania, 42
3. Bulgaria, 30

## Amministrazione
Di seguito è presentata una tabella relativa alle amministrazioni che si sono succedute in questo comune.
| Periodo         | Periodo         | Primo cittadino              | Partito                             | Carica              | Note  |
| --------------- | --------------- | ---------------------------- | ----------------------------------- | ------------------- | ----- |
| 10 giugno 1985  | 8 giugno 1990   | Annibale De Piero            | lista civica                        | Sindaco             | [ 8 ] |
| 8 giugno 1990   | 15 ottobre 1993 | Annibale De Piero            | Partito Socialista Italiano         | Sindaco             | [ 8 ] |
| 29 ottobre 1993 | 24 aprile 1995  | Francesco Filippa            | Partito Socialista Italiano         | Sindaco             | [ 8 ] |
| 24 aprile 1995  | 14 giugno 1999  | Francesco Filippa            | Progressisti                        | Sindaco             | [ 8 ] |
| 14 giugno 1999  | 10 marzo 2003   | Valter Rivetti               | lista civica                        | Sindaco             | [ 8 ] |
| 10 marzo 2003   | 14 giugno 2004  | Maria Antonietta Bambagiotti |                                     | Comm. straordinario | [ 8 ] |
| 14 giugno 2004  | 8 giugno 2009   | Silvio Stupino               | lista civica                        | Sindaco             | [ 8 ] |
| 8 giugno 2009   | 26 maggio 2014  | Silvio Stupino               | lista civica                        | Sindaco             | [ 8 ] |
| 26 maggio 2014  | 27 maggio 2019  | Silvio Stupino               | lista civica Continuiamo... insieme | Sindaco             | [ 8 ] |
| 27 maggio 2019  | in carica       | Marello Massimo              | lista civica Uniti 2019-2024        | Sindaco             | [ 8 ] |